# (273) Atropos
Pour les articles homonymes, voir Atropos (homonymie).
(273) Atropos est un astéroïde de la ceinture principale découvert par Johann Palisa le 8 mars 1888. Il fut nommé après Atropos.